# Robert Rothschild
 (janvier 2016).
Ne doit pas être confondu avec Robert de Rothschild.
Le baron Robert Rothschild, né le 16 décembre 1911 et mort le 3 décembre 1998 à Londres, est un diplomate belge, écrivain, qui joua un rôle important dans la création de l'Union européenne et la décolonisation du Congo belge.

## Sa carrière
La famille de Robert Rothschild avait une lointaine origine commune avec celle des célèbres banquiers, puisqu'il descendait d'un des fils d'Amschel Moses Rothschild, commerçant et usurier à Francfort-sur-le-Main, et dont le fils aîné était le banquier Mayer Amschel Rothschild, fondateur avec ses cinq fils de la dynastie banquière éponyme.
Robert Rothschild entre dans la carrière diplomatique en 1937.
Officier de réserve de l'armée belge lors de l'offensive allemande de mai 1940, il fut fait prisonnier et fut enfermé en la forteresse de Colditz. Mais en 1941, il fut remis en liberté et renvoyé à Bruxelles.
Il parvint à quitter la Belgique en 1941 avec l'aide du Special Operations Executive et à se rendre à Vichy où un fonctionnaire français résistant lui délivra un visa pour l'Espagne d'où il put rejoindre le gouvernement belge en exil à Londres où il retrouva Paul-Henri Spaak, dont il devint tout au long de sa carrière un proche collaborateur. Le gouvernement belge de Pierlot le nomma à l'ambassade belge à Lisbonne.
La guerre terminée, il reprit sa carrière diplomatique dans des pays comme la Chine, les États-Unis ou la France où il est ambassadeur entre le 16 septembre 1966 et le mois de janvier 1973, très au fait de la situation canadienne. Il la termina comme ambassadeur à Londres.

## L'œuvre européenne
Aux côtés de Paul-Henri Spaak comme chef de cabinet, il œuvra avec lui pour la mise au point du Traité de Rome. Tout comme Spaak, il croyait en une Europe transfrontalière et au renouveau de sa culture et de son influence dans le monde.

## Les honneurs
Robert Rothschild fut anobli avec le titre de baron par Baudouin Ier, roi des Belges en date du 23 janvier 1984.
Il reçut comme armoiries : de gueules, à trois plumes posées en pairle, les tiges vers le cœur, accompagnées de trois feuilles de chêne, posées en pairle renversé, le tout d'argent.

## Ses publications
- La chute de Chiang Kai-Shek, Paris, éd. Fayard, 1972, prix Albéric-Rocheron de l'Académie française en 1973
- Les chemins de Munich : une nuit de sept ans, 1932-1939, Paris, Perrin, 1988
- Un phénix nommé Europe : mémoires 1945-1995, Bruxelles, Racine, 1997